# 4 تن
4 تن هي فرقة فتيات كورية جنوبية تأسست في 2014.